# Mycalesis procyon
Mycalesis procyon är en fjärilsart som beskrevs av Miller 1978. Mycalesis procyon ingår i släktet Mycalesis och familjen praktfjärilar. Inga underarter finns listade i Catalogue of Life.